# Cetoscarus bicolor
Cetoscarus bicolor är en fiskart som först beskrevs av Eduard Rüppell 1829.  Cetoscarus bicolor ingår i släktet Cetoscarus och familjen Scaridae. IUCN kategoriserar arten globalt som livskraftig. Inga underarter finns listade i Catalogue of Life.